# Boeing 747 Supertanker
Il Boeing 747 Supertanker è uno dei numerosi velivoli impiegati nella lotta aerea antincendio derivati da vari modelli di Boeing 747. L'aereo può trasportare fino a 74.000 litri di ritardante o acqua. È il più grande aereo antincendio del mondo.
Sviluppato inizialmente da Evergreen International Aviation, il primo Supertanker era basato su un Boeing 747-200 (N470EV, numero di coda 947), ma non è mai entrato in servizio. Il secondo Supertanker (N479EV, numero di coda 979) era basato su un 747-100 originariamente prodotto da Boeing nel 1971 per Delta Air Lines. È entrato in servizio per la prima volta nel 2009, combattendo un incendio nella provincia di Cuenca, in Spagna, e ha effettuato la sua prima operazione negli Stati Uniti il 31 agosto 2009 all'Oak Glen Fire in California. Non è più in servizio.
Il terzo 747 Supertanker è stato sviluppato da Global Supertanker Services (che ha acquisito la maggior parte delle attività di Evergreen), che attualmente possiede e gestisce l'aereo. Il Global Supertanker (N744ST, numero di coda 944) è un Boeing 747-400 soprannominato Spirit of John Muir. È stato certificato per i voli antincendio dalla Federal Aviation Administration nel settembre 2016 e ha combattuto gli incendi in Cile e Israele prima di essere incaricato dai funzionari statunitensi di combattere gli incendi in California nel 2017. Ha anche preso parte alla lotta antincendio in Bolivia nell'agosto 2019.

## Storia del progetto
Lo sviluppo è iniziato dopo la stagione degli incendi del 2002, che ha visto gli incidenti mortali di due aerei antincendio, chiamati anche "airtanker", negli Stati Uniti. Gli incidenti, che hanno coinvolto un Lockheed C-130 Hercules e un Consolidated PB4Y-2 Privateer, hanno spinto il Dipartimento degli Interni degli Stati Uniti a emettere una richiesta ufficiale di informazioni su eventuali nuovi airtanker di prossima generazione.
Evergreen ha proposto di convertire fino a quattro dei suoi Boeing 747-200F in Supertanker. Il primo Boeing 747 convertito (N470EV) ha effettuato il suo primo volo il 19 febbraio 2004.
Nel giugno 2006, Evergreen aveva speso 40 milioni di dollari per il progetto ed era in attesa sia della certificazione della Federal Aviation Administration (FAA) degli Stati Uniti che di un contratto di valutazione dal servizio forestale degli Stati Uniti. Nell'ottobre 2006, la FAA ha rilasciato a Evergreen un certificato di tipo supplementare per l'"installazione e rimozione" dei serbatoi interni, dei sistemi associati e della struttura di supporto per la dispersione aerea dei liquidi.

### Difficoltà finanziarie di Evergreen
Il 14 giugno 2013, il Supertanker ha ricevuto un contratto di chiamata quando necessario (CWN) dal servizio forestale degli Stati Uniti, nonostante non fosse operativo. L'aereo era fermo senza motori presso la struttura di manutenzione a Pinal Airpark fuori Marana, in Arizona, e necessitava di un "C check" e di altri interventi di manutenzione, che sarebbero costati un milione di dollari. Evergreen aveva rinviato la manutenzione a causa di difficoltà finanziarie, progettando di avere l'aereo pronto in tempo per la stagione degli incendi del 2014.
Il 30 novembre 2013, Evergreen ha effettivamente sospeso tutte le operazioni. Nel dicembre 2013, Marana Aerospace Solutions ha proceduto alla vendita del Supertanker, in sostituzione dell'affitto e di altri pagamenti che Evergreen non aveva effettuato. Un caso di bancarotta involontaria è stato presentato contro Evergreen più tardi nel mese, e poi la stessa Evergreen ha presentato istanza di scioglimento ai sensi del Capitolo 7 il 31 dicembre 2013, congelando la vendita.
Il 31 dicembre 2013, Evergreen International Airlines ha presentato una petizione al capitolo 7 presso il tribunale fallimentare degli Stati Uniti nel Delaware con tutti i beni (inclusi i 747) successivamente venduti a un rivenditore di parti di ricambio, Jet Midwest Aviation. Il 12 luglio 2017, il 747 con numero di coda 979 (il 747-100) è stato demolito per ottenere parti di ricambio presso il Pinal Airpark, a Marana, in Arizona.

### Global SuperTanker Services
Ad agosto 2015, Global SuperTanker Services (il successore della defunta Evergreen Supertanker Services), ha acquistato tutte le risorse fisiche e la proprietà intellettuale relative al Supertanker originale di Evergreen (tranne la cellula del 747-100) da Jet Midwest. Il sistema dei serbatoi esistente è stato trapiantato dal 747-100 in una nuova cellula, un Boeing 747-400 (N744ST).
Nel 2021, Global SuperTanker Services è entrata in una crisi finanziaria chiudendo definitivamente nell'aprile dello stesso anno. I soci stanno, al maggio 2021, cercando di vendere il Supertanker a un nuovo operatore, ma è molto probabile che non tornerà più in servizio come aereo antincendio.

## Tecnica

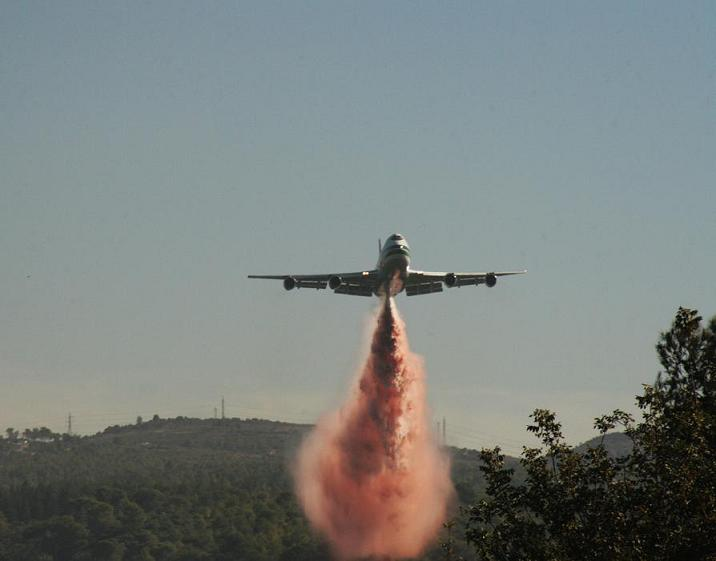
Il 747-100 Supertanker in azione durante l'incendio forestale del monte Carmel in Israele nel 2010.

Il Global Supertanker è dotato di un sistema a goccia di liquido pressurizzato, che può disperdere ritardante ad alta pressione o con la stessa velocità della pioggia. Utilizzando il sistema pressurizzato, il velivolo può erogare ritardante sulla scena di un incendio mentre vola a un'altezza compresa tra i 120 e i 240 metri (400-800 piedi), a circa 140 nodi (260 km/h), configurato come se in avvicinamento in vista dell'atterraggio. Il sistema di serbatoi del Supertanker può essere segmentato, consentendo il rilascio del contenuto a più intervalli durante il volo. Secondo la compagnia, l'aereo è in grado di stendere una fascia di liquido ritardante lunga 4,8 chilometri e larga fino 46 metri.
Una velocità massima di quasi 520 nodi (960 km/h) gli consente di raggiungere qualsiasi parte degli Stati Uniti in circa 5 ore. Il SuperTanker può essere quasi ovunque nel mondo in meno di 20 ore.

## Impiego operativo
Il Supertanker può operare da qualsiasi aeroporto con una pista lunga almeno 8 000 piedi (2 400 m) e strutture adeguate. Alla fine del 2009, l'aereo era sotto un contratto call-when-needed (CWN - chiama quando necessario) con il California Department of Forestry and Fire Protection (Cal Fire) ed era di base all'aeroporto di Sacramento McClellan fuori Sacramento, California.
I regolamenti consentono il trasporto di cinque persone che non fanno parte dell'equipaggio nel ponte superiore. Quest'area può essere utilizzata per le operazioni di comando e controllo, mappatura, monitoraggio degli incidenti e video/comunicazioni.
Nel dicembre 2010, il Supertanker è stato schierato in Israele per combattere l'incendio forestale del Monte Carmel insieme all'equipaggio e ai servizi donati da altre agenzie antincendio internazionali. Il 9 giugno 2011, il Supertanker è stato anche schierato per combattere il Wallow Fire nello stato americano dell'Arizona, che all'epoca aveva bruciato 607 miglia quadrate (1.570 km²) di foresta.
Da maggio 2016, il Global SuperTanker ha base in Colorado presso l'aeroporto di Colorado Springs, scelto in parte per la sua comoda posizione per un rapido dispiegamento negli Stati Uniti occidentali e per le infrastrutture necessarie per gli aerei grandi e pesanti. Solo poche settimane dopo, la compagnia si è aggiudicata un contratto di un anno dalla vicina contea di Douglas per assistere il contenimento degli incendi.
Nel novembre 2016, il nuovo N744ST 747-400 Global Supertanker è stato schierato in Israele per aiutare a combattere gli incendi che imperversano nella città portuale settentrionale di Haifa e altrove in tutto il paese.
Nel gennaio 2017, il Global Supertanker è stato schierato a Santiago, in Cile, per aiutare le autorità locali a combattere una delle più grandi serie di incendi nella storia del paese. Gli incendi nel sud del paese, al momento dell'arrivo del 747-400, avevano bruciato più di 494.000 acri (200.000 ettari) di foreste e centinaia di case. La chiamata dell'aereo è stata l'iniziativa della filantropa Lucy Avilés e di suo marito Benjamin Walton, che hanno finanziato i costi.
Nel settembre 2017, il Supertanker era sotto contratto con il Cal Fire ed è stato utilizzato durante la stagione degli incendi di fine anno principalmente sul Thomas Fire.
Nel luglio 2018, la Divisione del Colorado per la prevenzione e il controllo degli incendi ha firmato un contratto CWN per utilizzare il 747 sulle terre del servizio forestale degli Stati Uniti. Ciò ha fatto seguito alle indagini dei media all'inizio dell'estate sul motivo per cui il Supertanker non era stato incaricato di combattere gli incendi che bruciavano nel suo stato di origine.
Nel novembre 2018, il Global SuperTanker è stato schierato nel nord della California per assistere nello spegnimento delle fiamme fuori controllo nella contea di Butte.